# 杜十娘怒沉百宝箱

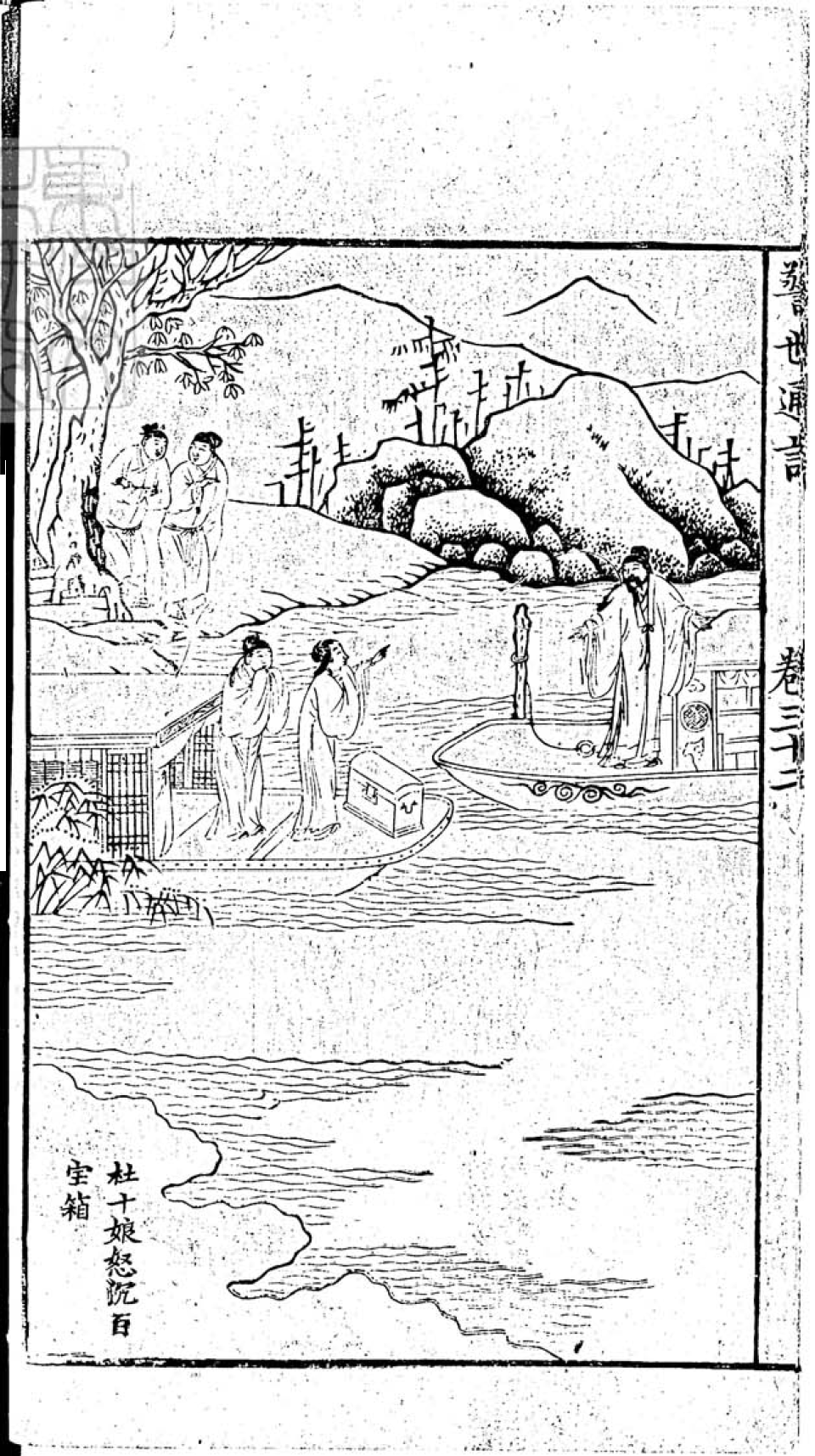
明天啟四年（西元1624年）序金陵兼善堂刊本《杜十娘怒沉百宝箱》插图

《杜十娘怒沉百宝箱》是明朝小说家冯梦龙的短篇拟话本小说，收录在小说集《警世通言》卷三十二。《杜十娘怒沉百宝箱》讲述了京城名妓杜十娘与捐粟入监的太学生李甲两相倾心共谋百年之好，在与鸨母周旋一番后跳出火坑，随李甲归乡，而李甲却于途中以千金之资将十娘转卖于新安盐商之子孙富，最终杜十娘怒沉百宝，痛斥李甲，投河自尽的故事。这篇小说后来被多次改编为话本以及多种剧本、电影等。

## 故事
《杜十娘怒沉百宝箱》的故事由男主人公李甲的视角展开。故事始于明朝万历二十年（西元1592年）间，日本国关白作乱，侵入朝鲜。明朝朝廷发兵征讨，为筹措军粮，暂开纳粟入监之例。这使得大批宦富子弟得以成为国子监生（太学生），“兩京太學生各添至千人之外”。李甲是浙江绍兴府人士，家中长子，也靠捐粟入监，成为北雍太学生。
李甲与监学同乡柳遇春在教坊司院内游玩时，遇到了名妓杜十娘。杜十娘本名杜媺，因排行第十，故称“十娘”，时年十九岁，以美色迷人出名。李甲对杜十娘一见倾心。杜十娘“久有从良之志”，又见到李甲“忠厚志誠”，于是两相欢好，“朝歡暮樂，終日相守，如夫婦一般”。但李甲惧怕家中，不敢为杜十娘落籍赎身。初时李甲手头宽裕，“撒漫用钱，大差大使”，老鸨也乐得两人一起。然而随着李甲银钱渐少，老鸨也渐生怠慢之心，与杜十娘商议，要赶李甲出去。杜十娘不愿，与老鸨定下约定，只要李甲十日内能拿出三百两银子，便可给杜十娘赎身，让两人离去。
夜晚杜十娘将赎身之事告诉李甲，但李甲告诉杜十娘：自己因嫖妓之事，家中亲友“都不相顧”，无法筹资，只能藉口回家筹集路费，希望能够借到银两。然而李甲的朋友都不愿出钱，李甲无颜见十娘，只好借宿同乡柳遇春处。柳遇春反而告诉李甲三百两的约定只怕是老鸨为难他的借口，本意是赶他出门，劝李甲“不如早早开交为上”。十娘等到第六日，仍不见李甲回来，便叫小厮将李甲寻回。李甲只得向十娘吐露真相。十娘告诉李甲，自己藏有私房钱一百五十两，希望李甲能筹到另一半。李甲回见柳遇春，後者大为吃惊，称十娘“真有心人也”，答应为李甲筹资，但不是为了李甲，“實怜杜十娘之情也”。
李甲筹足了三百两银，到了第十日，老鸨上门来叫，两人将三百银交给老鸨。老鸨反悔不得，只得叫两人立即出门，不得携带多余衣物首饰。十娘和李甲遂往见相熟的院中姐妹。姐妹们得知十娘赎身成功，连忙为其梳洗打扮，又大排筵席，为夫妇两人祝贺。众姐妹商议，要为十娘谋筹资金。
夜晚夫妇两人商议日后出路，李甲认为家中父亲“盛怒之下，若知娶妓而歸”，必然无法接受。十娘建议先在苏杭等地暂居，求亲友疏通家中关系再说。次日两人又向柳遇春答谢，准备出行。院坊中姐妹皆来相送，临别将一个“描金文具”赠给十娘。十娘与李甲答谢众人後，踏上回乡之路。然而李甲路资很快耗尽。十娘遂从匣中取出五十两银作为路费。
路至瓜洲渡後，两人在渡口下了大船，换了民船准备渡江。两人松得一口气，便吟唱作乐。十娘的歌声被另一船上的新安（徽州府）盐商子弟孙富听到，後者生性风流轻薄，便伺机窥探，被十娘美色所迷。孙富在船中吟诗，设计引出李甲，邀其到江边酒肆谈天，期间假意询问十娘情况。李甲将实况和盘托出，并说明无法归家的苦恼。孙富劝李甲打消寻亲戚疏通家中的打算，又说十娘出生妓家，难保不红杏出墙，败坏名声。他为李甲献计，用千金（一千两银子）交换杜十娘，称这样既没有娶妓为妾的烦恼，也能抹消挥霍无度的形象，“從此家庭和睦，當無間言”。李甲听信孙富之言，决定用十娘交换千金。
李甲回到船上，将打算告诉了杜十娘。杜十娘冷笑置之，赞孙富为“大英雄也”，并同意交换。次日早上，孙富携千金前来，十娘盛装打扮，走出船舱，将描金文具取出，逐一开箱。第一个箱子中“翠羽明彆，瑤簪寶珥，充牣于中，約值數百金”，第二箱“乃玉簫金管；又抽一箱，盡古玉紫金玩器，約值數千金”，十娘开箱後即将其中宝物投入江中。最後一箱之匣中“夜明之珠約有盈把。其他祖母綠、貓儿眼，諸般异寶，目所未睹，莫能定其价之多少”，李甲见后后悔，抱着杜十娘痛哭。十娘言「妾風塵數年，私有所積，本為終身之計。自遇郎君，山盟海誓，白首不渝。前出都之際，假託眾姊妹相贈，箱中韞藏百寶，不下萬金」，又斥责孙富巧言讒說，“破人姻緣，斷人恩愛”，又谴责李甲有眼无珠，情意不深，“惑于浮议，中道见弃，負妾一片真心”。最后十娘抱匣投入江中，众人都骂李甲负心薄幸，欲殴打李甲和孙富。最终李甲“終日愧悔，郁成狂疾，終身不痊”，孙富受惊成病，“終日見杜十娘在傍詬罵，奄奄而逝”。而柳遇春坐监完後，“偶臨江淨臉，失墜銅盆于水”，命人打捞时得到一个小匣，匣内“皆明珠异寶，無价之珍”。晚上梦见杜十娘入梦，告之後事，并称匣中宝物是为报答当初赠一百五十两银之情。

## 评价
《杜十娘怒沉百宝箱》是冯梦龙之小说集《警世通言》中的一篇拟话本小说，是四十卷中的第三十二卷。《警世通言》和冯梦龙的另两部小说集《醒世恒言》、《喻世明言》并称为《三言》，其中收录了不少以妓女为主角或题材的故事，例如《卖油郎独占花魁》、《玉堂春落难逢夫》、《单符郎全州择偶》等等。从这些故事中可以看到晚明时代市民意识和儒家理学教条的冲突。明代中晚期，王阳明的心学打破了“存天理，灭人欲”的桎梏，开启了个性解放的风潮。商业社会的萌芽使得固有的道德礼教和风俗理念受到冲击。以“父母之命，媒妁之言”和门第观念为主的婚嫁观开始淡化，“不以良贱为嫌”的观念逐渐得到许可，出现了“礼顺人情”的价值观。《三言》中对各个社会阶层人物的爱情描写也反映了这种社会价值观和爱情观念的转变。
《杜十娘怒沉百宝箱》中刻画的杜十娘是晚明妓女之形象典型之一。作为教坊司有名的妓女，她仍然“久有从良之志”，希望摆脱不受尊重的生活。她寻找能够托付从良的对象是典型的世家子弟，父亲是布政使，家中富裕，对她也十分爱慕。杜十娘的性格是刚烈内敛的，对理想有执着的追求，并且愿意主动行动而不愿意被动妥协放弃。而她看上的对象李甲作为世家子弟的典型，也表现出当时社会上层家族对妓女阶层和门第观念的态度。李甲知道娶妓为妾并带回家里，是难以让家长接受的。孙富对李甲的劝说更说明了，比起与杜十娘的爱情，得到家族的谅解并维持自己的社会地位更吸引李甲。而李甲的懦弱性格使他没有勇气尝试冲破社会观念的阻力，他自私的性格让他选择了自保的方法。李甲在看到杜十娘的万金财富後，发现其实能够有两全其美的可能，却因为自己的选择而破灭，才感到后悔。然而如果杜十娘没有百宝箱，那么李甲仍然会选择以千金交换杜十娘。 
杜十娘這一人物形象常常被拿來和《卖油郎独占花魁》中的“花魁娘子”莘瑶琴做比较。莘瑶琴和杜十娘背景相似，都是出名的妓女。两人同样通过自身努力儲得赎金脱籍，但莘瑶琴得到了美满的婚姻，而杜十娘以悲剧结局。从两人选择的对象来看，杜十娘选择的是女性婚嫁的理想阶层：官家子弟，身世清白，走读书取功名的士族传统道路；莘瑶琴则不愿选择富家子弟，而选择了在油店里作工的秦重。从比较中可以看出冯梦龙表现的是底层商人秦重对莘瑶琴的人格尊重和官家士族子弟李甲对杜十娘潜意识中的轻视。
对故事主角杜十娘和李甲的道德观比较，则可以看出冯梦龙是将杜十娘置于道德高点上。冯梦龙在小说末尾借“後人”之口评价杜十娘为“千古女俠”，而称李甲为“碌碌蠢才，無足道者”，而没有站在社会阶层的角度，为社会地位较高的李甲辩解，说明了冯梦龙对真正爱情的支持和对门第观念的摒弃。

### 写作分析
小说使用了前后对应的手法，通过情节上、人物性格和道德上的反差来取得最后高潮时的叙述效果。小说可以按照“出院赎身”和“回乡不遂”分为前后两段。在前段故事中，杜十娘在和老鸨的讨论中主动引出赎身的话题，并用机智的言语让老鸨定下三百金赎身的条件。这和之后李甲无法筹钱，只能痛哭流涕的懦弱无能表现形成反差。之后引出杜十娘早有预谋，储有一百五十金，助李甲筹到钱银，成功脱籍出院，更显出杜十娘的机智勇敢。而成功出院赎身的前段又和回乡途中李甲轻信人言，用千金卖出杜十娘的後段再次形成强烈反差，让人为杜十娘的失败留下更深刻的感受，加强了结局的悲剧感。另一方面，杜十娘低下的社会地位和高尚的道德情操与李甲优越的社会地位和其自私无能也产生了强烈的对比，更加突出了故事的内在矛盾和悲剧结局的必然性。
作者在故事叙述中使用了百宝箱作为全文的关键物品。百宝箱最初被描写为“描金文具”，由众姐妹送给杜十娘。而文中多次杜十娘不曾打开查看，始终将其锁上。只有在李甲路资耗尽时，从中拿出了一个内装有五十两银子的锦囊。而箱子的内容和价值到了最后才被揭开，同时也是其消逝之时，因为杜十娘立刻将其中的宝物投入江中。而百宝箱也是杜十娘自身的象征。杜十娘作为妓女，在小说中一直被用金钱来衡量着价值。从出院时的三百金，到後来孙富的千金，都在为杜十娘标价，而百宝箱最后的出现和巨大的价值与前面出现各种的金钱数量再次形成了反差，暗示了即便杜十娘随身之物的价值也远远超过了她在其他人心中的定价。李甲连五十两的路资都无法拿出，见到千两银子便愿意拿爱情交换，而杜十娘宁愿自杀也不愿拿在妓女生涯中积累的巨大财富换回爱情。作者巧妙地用财富作为中介点出了爱情在杜十娘和李甲心中地位的巨大差别。

## 版本与改编作品
《杜十娘怒沉百宝箱》是《警世通言》中的一篇话本小说。有考证认为它是冯梦龙根据另一篇传奇小说：宋懋澄的《负情侬传》改编而成，将文言写成的故事转为用白话叙述。不同之处在于：《负情侬传》中的百宝箱是众姐妹所赠，不属于杜十娘；而《杜十娘怒沉百宝箱》中的百宝箱是杜十娘的多年积蓄，假托姐妹赠送。姑蘇抱甕老人将《三言》中小说选出四十辑编为《今古奇观》一书，其中收录了《杜十娘怒沉百宝箱》（第五卷）。清代《三言》流传不广，《今古奇观》反而成为流传广泛的白话小说集，产生了较大影响。

### 戏曲
中国多个传统戏剧剧种都有改编自《杜十娘怒沉百宝箱》的作品。例如京剧《杜十娘》、越剧《杜十娘》、川剧《杜十娘》、粤剧《杜十娘怒沉百宝箱》、晋剧《杜十娘》、评剧《杜十娘》、豫剧《杜十娘》、苏州评弹《杜十娘》等等。

### 话剧
- 1963年《杜十娘》，中国铁路文艺工作团话剧团演出。

### 电影
- 1940年《杜十娘》，中国大陆摄制，李萍倩导演，陈燕燕饰杜十娘，刘琼饰李甲。
- 1957年《杜十娘》，中国大陆摄制的川剧电影，许珂导演，廖静秋饰杜十娘，袁玉堃饰李甲，周企何饰孙富。[8]
- 1981年《杜十娘》，中国大陆摄制，周予导演，潘虹饰杜十娘，佟瑞敏饰李甲，吴慈华饰柳遇春，娄际成饰孙富，金雅琴饰老鸨。[9]
- 2003年《花魁杜十娘》，香港摄制，杜国威导演。李嘉欣饰杜十娘，吳彥祖饰李甲，沈殿霞饰老鸨。[10]

### 歌曲
- 《杜十娘》，由卓依婷演唱[11]

### 选入教材
《杜十娘怒沉百宝箱》被选入2004年版的中国大陆人教版《高中语文》教材第四册第二单元第8课。其中对内容进行了一定删改：
- 将一些通假字改为规范的常用字；
- 删去了开头颂圣诗和介绍，以及结篇宣扬果报部分；
- 删去了一些穿插内文中的诗文和联语；
- 删去了叙述杜十娘出身娼門的文字，和一些女色、情爱、性相关的描写。[12]

### 名句
如《三言》《二拍》中各篇一样，小说中出现了不少现今仍然常用的俗语警句，如：“不信上山擒虎易，果然開口告人難”、“逢人且說三分話，未可全拋一片心”等。